# هوگو چاوز
هوگو رافائل چاوز فریاس (تلفظ اسپانیایی: [ˈuɣo rafaˈel ˈtʃaβes ˈfɾi.as]) (به اسپانیایی: Hugo Rafael Chávez Frías) (۲۸ ژوئیه ۱۹۵۴ – ۵ مارس ۲۰۱۳) چهل و پنجمین رئیس‌جمهور ونزوئلا بود. چاوز به عنوان رهبر «حزب بولیواری چپ» و «انقلاب بولیواری» شناخته می‌شود و به دلیل سیاست‌های سوسیال دموکراتیک، ضدیتش با جهانی‌سازی نئولیبرالی، ضدیت با سیاست خارجی ایالات متحده آمریکا و حمایت از مواضع ایران و فلسطین مشهور بود. او مؤسس حزب چپگرای «جنبش جمهوری پنجم» بود و به دلیل ابتلا به سرطان در سال ۲۰۱۳ در سن ۵۸ سالگی درگذشت. هوگو چاوز در ۱۹۹۸ برای نخستین بار رئیس‌جمهور ونزوئلا گردید و در انتخابات ۲۰۰۲ و ۲۰۰۶ نیز دو بار به این سمت برگزیده شد. وی در انتخابات سال ۲۰۱۲ نیز برای بار چهارم به پیروزی رسید ولی بیماری، او را برای ایراد سوگند ریاست‌جمهوری ناتوان کرده بود.

## زندگی
چاوز دومین فرزند از شش فرزند هوگو دِ لوس ریِس چاوز و النا فریاس دِ چاوز بود که در ۲۸ ژوئیه ۱۹۵۴ در منطقهٔ روستایی سابانتا در ایالت باریناس به دنیا آمد. او در ۱۶ سالگی به ارتش ونزوئلا پیوست و توانست به درجهٔ سرهنگ دومی برسد.
نام او برای نخستین بار در ۱۹۹۲ بر سر زبان‌ها افتاد؛ هنگامی که کودتایی نافرجام را بر ضد رهبر وقت، کارلوس آندرس پرز، به انجام رساند. او پیش از افتادن به زندان، در جلوی دوربین‌های تلویزیونی گفت که کودتایش «برای حالا» ناموفق بوده است. این سخن او هواداران بسیاری برایش در میان فقیران ونزوئلا پدید آورد، چرا که مردم فرودست در آن هنگام بر این باور بودند که دولت وقت فاسد است و به آن‌ها توجهی نمی‌کند.
چاوز پس از به زندان افتادن، همرزمانش را به بر زمین گذاشتن سلاح ترغیب کرد.
من از شما برای وفاداریتان، بهایتان و پایمردی‌تان تشکر می‌کنم و در برابر کشور و در برابر همهٔ شما، مسئولیت این حرکت نظامی بولیواری را برعهده می‌گیرم.
او در سال ۱۹۹۴ توسط رئیس‌جمهور وقت، رافائل کالدرا مورد عفو قرار گرفت و پس از آن اقدام به راه‌اندازی کارزاری سیاسی کرد. کارزار سیاسی او باعث شد که چهار سال بعد در سال ۱۹۹۹، بتواند بانوی رقیب خود را شکست دهد و به ریاست‌جمهوری ونزوئلا برسد.

## شکست در همه‌پرسی ونزوئلا
در همه‌پرسی خبرساز سال ۲۰۰۷ هوگو چاوز برای افزایش اختیارات خود، پیشنهاد تغییرات گسترده‌ای را در ده‌ها ماده از قانون اساسی ونزوئلا داده بود. در قانون اساسی جدید محدودیت تصدی مقام ریاست‌جمهوری که در آن زمان حداکثر دو دورهٔ متوالی تعیین شده بود، برداشته می‌شد. (با این حال، در سال ۲۰۰۶ وی قانون اساسی را نادیده گرفت و برای بار سوم نامزد انتخابات و دوباره رئیس‌جمهور شد.) از دیگر تغییرات مهم پیشنهادی هوگو چاوز، می‌توان به لغو استقلال بانک مرکزی ونزوئلا و قرار گرفتن آن تحت نظر رئیس‌جمهوری اشاره کرد.
نهایتاً در همه‌پرسی ۳ دسامبر ۲۰۰۷ میلادی، ۵۱٪ شرکت‌کنندگان در انتخابات به درخواست وی برای تغییر در قانون اساسی ونزوئلا رأی مخالف دادند.

## اقدامات و عملکرد
هوگو چاوز کارش را به عنوان یک رئیس‌جمهور اصلاح‌طلب شروع کرد. او مصمم بود به نابرابری‌ها در جامعهٔ ونزوئلا پایان داده و غذا و خدمات درمانی در اختیار آنان قرار دهد و همچنین کاری کند که صدای مردم در عرصهٔ سیاست شنیده شود؛ با این حال، وی نتوانست راهکاری درازمدّت برای مشکلات اقتصادی ونزوئلا پیاده کند و در دورهٔ زمامداری او فساد دولتی ادامه یافت و جرائم خشونت‌بار در سطح خیابان‌ها افزایش پیدا کرد. ضدیت او با آمریکا در حد پارانویا بود. البته وی مقادیر زیادی نفت به آمریکا فروخت، آن هم در حالی که به گفتهٔ خودش از این کشور بیزار بود. در نهایت، هوگو چاوز در جست‌وجوی قدرت فردی، از اصلاح‌طلبی پیشرو به دیکتاتوری خودکامه تبدیل شد.
در عرصهٔ اقتصادی، هوگو چاوز جملهٔ «مصادره شود.» را به شعار اصلی خود تبدیل کرد و از سال ۲۰۰۷ آن را برای اعلام ملّی کردن کارخانه‌ها، بانک‌ها، هتل‌ها، شرکت‌های مخابراتی و انرژی و همچنین پنج میلیون هکتار زمین‌های کشاورزی به کار برد. ملّی‌سازی یکی از ارکان اصلی مدل سیاسی، اقتصادی و اجتماعی بود که او در اوایل دهه ۲۰۰۰ در ونزوئلا ترویج کرد؛ مدلی که به «سوسیالیسم قرن بیست و یکم» مشهور شد. در طول ریاست‌جمهوری چاوز تقریباً نیمی از شرکت‌هایی که در سال ۱۹۹۹ در ونزوئلا وجود داشتند، از بین رفتند و این کشور سیاست صنعتی‌زدایی را در پیش گرفت. طبق آمار کمیسیون اقتصادی آمریکای لاتین سازمان ملل، بین سال‌های ۱۹۹۸ و ۲۰۱۱ حجم واردات کالا دو برابر شد، در حالی که صادرات شاهد کاهش یک چهارمی بود. با این حال، میزان فقر در ونزوئلا از ۴۹٫۴٪ در سال ۱۹۹۹ به ۲۷٫۸٪ در سال ۲۰۱۰ و آمار بی‌سوادان از ۹٫۱٪ در سال ۱۹۹۹ به ۴٫۹٪ در سال ۲۰۱۱ رسید.

### سیاست خارجی
هوگو چاوز در دوران ریاست‌جمهوری خود، سیاست خارجی ونزوئلا را بر اساس دیپلماسی نفتی قرار داد. او در ۲۰۰۷ پیشنهادی ارائه کرد که مطابق با آن برخی از کشورهای آمریکای جنوبی و آمریکای لاتین این امکان را می‌یافتند که بهای ۴۰ درصد از نفت خریداری شده از ونزوئلا را برای ۲۵ سال، با سود تنها یک درصد عقب بیندازند. منتقدان چاوز او را متهم می‌کردند که از ثروت نفتی ونزوئلا برای گسترش نفوذ سیاسی خود و دولت کوبا در سراسر منطقه استفاده می‌کرده است. چاوز میلیاردها دلار از درآمدهای نفتی ونزوئلا را در کشورهای دیگر آمریکای لاتین سرمایه‌گذاری یا صرف کمک به بازپرداخت بدهی کشورهایی چون آرژانتین و برزیل کرد.
در نوامبر سال ۲۰۰۷ میلادی و در اجلاسی در شیلی، او در حضور نخست‌وزیر وقت اسپانیا، خوزه لوئیز رودریگز ساپاترو و پادشاه اسپانیا، در سخنانی خوزه ماریو ازنار را فاشیست خطاب کرد. علی‌رغم تذکر زاپاته رو به چاوز، او بر سخنان خود اصرار ورزید که در نهایت پادشاه اسپانیا با گفتن جملهٔ «چرا خفه نمی‌شی؟» به این سخنان واکنش نشان داد. چاوز اعلام کرد که این جمله را نشنیده است. در سال ۲۰۰۷ هوگو چاوز اعلام کرد که از دولت‌های اروپایی و آمریکا خواهد خواست که گروه شورشی چپی فارک در کلمبیا را تروریست قلمداد نکنند. رئیس‌جمهور کلمبیا در واکنش به این موضوع اعلام کرد که اعضای فارک تروریست‌هایی هستند که برای براندازی دولتی که به شیوه‌ای دموکراتیک انتخاب شده، با قاچاق کوکائین هزینهٔ عملیات خود را تأمین می‌کنند، کودکان را به کار می‌گیرند و مین کار می‌گذارند.
او همچنین روابط نزدیکی با افرادی چون فیدل کاسترو، محمود احمدی‌نژاد و ولادیمیر پوتین داشت. وی در سال ۲۰۰۰ در طی سفر خود به ده کشور عضو اوپک با صدام حسین، رئیس‌جمهور وقت عراق دیدار کرد.

### سیاست اقتصادی
در طول ریاست‌جمهوری چاوز در بین سال‌های ۱۹۹۹ تا ۲۰۰۴ رشد اقتصادی ونزوئلا به ۱٫۲٪ سقوط کرد ولی با افزایش درآمدهای نفتی و پایان اعتصابات در صنعت نفت ونزوئلا رشد اقتصادی افزایش یافت و در سال ۲۰۰۴ به ۱۸٪ رسید. در سال ۲۰۰۷ صادرات نفت و گاز ۹۰٪ صادرات ونزوئلا را تشکیل می‌داد. در سال ۲۰۰۶ تجارت با ایالات متحده آمریکا ۵۳٪ کل تجارت ونزوئلا را تشکیل می‌داد. میزان تورم در سال ۲۰۰۸، ۳۱٫۴٪ بود. هوگو چاوز در سال ۲۰۰۷ اعلام کرد که ونزوئلا باید از بانک جهانی خارج شود. پس از ملّی شدن یک پروژه نفتی در ونزوئلا و خروج شرکت آمریکایی اکسون موبیل از این پروژه، این شرکت به وسیلهٔ شکایت‌هایی در کشورهای انگلیس، هلند و آمریکا موفق به مسدودسازی ۱۲ میلیارد دلار از دارایی‌های شرکت نفت دولتی ونزوئلا شد.

### رابطه با رسانه‌ها
در سال ۲۰۰۵ چاوز شبکه تلویزیونی TeleSUR را برای رقابت با شبکهٔ منطقه‌ای سی‌ان‌ان اسپانیولی (CNN en Español) راه اندازی کرد. در سال ۲۰۰۶ چاوز پروانه اجازه پخش امواج رادیویی شبکهٔ تلویزیونی RCTV دومین شبکهٔ تلویزیونی ونزوئلا را به اتهام حمایت از کودتا علیه دولت، تمدید نکرد و یک شبکه تلویزیونی دولتی جایگزین آن شد. ده‌ها هزار تن از مردم ونزوئلا در تظاهراتی این اقدام را محکوم کردند و آن را تلاشی برای خاموش کردن صدای مخالفان دانستند.
همچنین وی تلاش می‌کرد تا ذهنیت مردم ونزوئلا را با سیاست‌های اقتصادی‌اش هماهنگ کند. به همین دلیل، دستور داده بود که سریال‌های عامه‌پسند سوسیالیستی تولید شوند. او در یک سخنرانی تلویزیونی در این باره مدعی شد: «فیلم‌های کاپیتالیستی سم هستند و بچه‌ها را به مصرف مواد مخدر و بزهکاری تشویق می‌کنند. ما خودمان می‌توانیم فیلم بسازیم.» اشپیگل در تفسیر این خبر نوشت که هدف چاوز از ترغیب سریال‌های عامه‌پسند سوسیالیستی رسیدن به الگویی شبیه کوبا است. در کوبا چنین سریال‌هایی با پیام‌های سوسیالیستی از تلویزیون پخش می‌شود.
به همین دلیل، هوگو چاوز در سال ۲۰۰۶ یک استودیوی فیلمبرداری را در حومهٔ کاراکاس افتتاح کرد که کار آن ساختن فیلم‌های کوتاه و مستند بود. استودیویی که گفته می‌شد بسیار هزینه‌بر بوده و برای مقابله با هالیوود ساخته شده بود! چاوز از زمان به دست گرفتن قدرت، رسانه‌های مستقل ونزوئلا را به شدّت زیر فشار قرار داد و چندین فرستنده تلویزیونی منتقد خود را نیز تعطیل کرد.

## مرگ
هوگو چاوز رئیس‌جمهور ونزوئلا چند سال با سرطان دست به گریبان بود و سرانجام در روز ۵ مارس ۲۰۱۳ در ۵۸ سالگی درگذشت. به همین دلیل، مقرر شد تا انتخاباتی زودهنگام در ونزوئلا ۳۰ روز پس از مرگ وی برگزار شود.